# Juan Francisco Lombardo
Juan Francisco Lombardo (11 de junho de 1925 - 24 de maio de 2012) foi um futebolista argentino que competiu na Copa do Mundo FIFA de 1958.